# Бутылкин, Виктор Николаевич
Виктор Николаевич Бутылкин (род. 20 января 1930, Москва) — советский футболист, полузащитник. Мастер спорта СССР.
Воспитанник московского «Спартака», в 1952 году сыграл 12 матчей за дубль. С 1953 года играл в классе «Б» за «Спартак» Калинин, 1955 год завершал в дубле «Торпедо» Москва. В 1956—1960 годах в чемпионате СССР за «Буревестник»/«Молдову» Кишинёв сыграл 96 матчей, забил четыре гола.
Участник Спартакиады народов СССР 1956 года в составе сборной Молдавской ССР.